# Islas Camotes
Las islas de Camotes  son un grupo de islas que forman parte de la provincia de Cebú, en Filipinas. El grupo de islas se encuentra al este de la isla de Cebú, al suroeste de la isla de Leyte, y al norte de la isla de Bohol. 
El nombre de las islas deriva de  camotes, una palabra usada por los españoles para las batatas (del náhuatl, camohtli).

## Geografía
Las islas Camotes se componen de las siguientes cuatro islas y sus municipios: 
- isla de Poro, con los municipios de Poro y Tudela;
- isla de Pacijan, con el único municipio de San Francisco;
- isla de Ponson, con el único municipio de Pilar;
- isla de Tulang, es parte del barangay de Esperanza, que es parte de San Francisco.

Las islas de Pacijan y Poro están conectadas por una carretera asfaltada, que llaman calzada. Ponson está separada por el mar de Camotes, situada a unos cuatro kilómetros al noreste de Poro. Tulang está situado en el extremo norte de Pacijan. 
Las islas de las Camotes son islas bajas. Sólo hay una colina en Pacijan y otra colina en Poro. Estas colinas son utilizadas por una empresa de telecomunicaciones para situar sus estaciones de retransmisión. Pacijan tiene un lago de agua dulce de alrededor de dos kilómetros de longitud. Las palmeras son la planta dominante en las islas. Existen también numerosas variedades nativas de árboles frutales y otras plantas. 

## Historia
En 1942, la ocupación de las fuerzas japonesas tuvo lugar en las islas Camotes con la toma de Cebú. 
En 1945, la liberación fue llevada por las tropas del Ejército de la Comunidad de Filipinas, que desembarcaron en las islas Camotes en Cebú, donde enfrentaron a las fuerzas japonesas en la batalla de las islas Camotes. 

## Economía
Las industrias predominantes en las islas Camotes son la agricultura (maíz, arroz), la ganadería (cerdo, pollo y ganado vacuno), la pesca y el turismo. 
Se han establecido varios centros turísticos, que atienden a los visitantes tanto nacionales como internacionales. Los más importantes son Santiago Bay Garden & Resort, Mangodlong Rock Resort y Greenlake Park.

## Idiomas
El idioma porohano o bisayo camotes se habla solamente en la ciudad de Poro. El dialecto es muy parecido al dialecto de cebuano que se habla en el resto de las islas Camotes y en toda la provincia de Cebú, en el norte de Mindanao y en otras partes de las Bisayas. El porohanon se distingue por la forma en que los locales sustituyen el sonido /y/ por /z/. 